# 윌리엄 스탠리

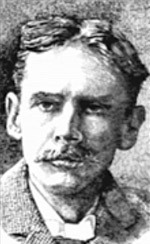

윌리엄 스탠리 2세(영어: William Stanley Jr., 1858년 11월 28일 ~ 1916년 5월 14일)는 미국의 물리학자이자 전기 기술자이다. 1913년, 미국의 텀블러 제조 회사인 스탠리를 만들었다. 그는 또한 변압기를 발명했으며, 교류 장거리 전송 시스템 또한 그의 작품이다.